# おたみ
おたみは、日本の漫画家。男性。2010年、『週刊少年サンデー』（小学館）の月例賞でギャグ作品で入選。本郷中学校・高等学校デザイン科出身。

## 人物
主な作風は、ギャグ漫画。
サンデーうぇぶり、本人のTwitterにて編集者とのやり取りを公開した漫画、おたみのお頼みを連載中。
週刊少年サンデー 2020年4月22日号におたみのお頼みが出張掲載された。
同級生として、それぞれコロコロコミック系で活動している曽山一寿、杉谷和彦がいる。
イラストを使い、ゲーム案をプレゼンする番組、会心の1ゲーに出演（2020年11月6日放送分より出演）するもゲーム化には至っていない。
『サンデーうぇぶり』で連載中の「おたみのお頼み」内にて52才の父親がキャバクラ嬢として奮闘する「パパはキャバ嬢」を連載中。(毎週土曜日0時更新)
また、このパパはキャバ嬢は本人のTwitterにても毎週金曜日に更新されている。

## 作品リスト
- おたみの漫画大喜利（『少年サンデーS』2016年3月号[2]） - 曽山一寿と大喜利バトルをする内容[2]。
- おたみのお頼み（『サンデーうぇぶり』連載中） - Twitterでも連載。

## 書誌情報
- おたみのお頼み（2020年4月25日発売[1]、既刊1巻） - 電子書籍限定発売。